# Sélestat
Sélestat je francouzská obec v departementu Bas-Rhin v regionu Grand Est. V roce 2010 zde žilo 19 197 obyvatel. Je centrem arrondissementu Sélestat-Erstein.

## Vývoj počtu obyvatel
Počet obyvatel